# مطار فولوغدا
مطار فولوغدا (بالروسية: Аэропорт Вологда)‏ هو مطار في روسيا يقع في مقاطعة فولوغدا أوبلاست، في الجزء الغربي من البلاد، على بعد 400 كيلومتر شمال العاصمة موسكو. يقع مطار فولوغدا على ارتفاع 117 مترًا فوق مستوى سطح البحر. أقرب مدينة هي فولوغدا، على بعد 7.4 كم جنوب مطار فولوغدا.
المطار لديه المكتب الرئيسي لشركة فولوغدا للطيران.

## شركات الطيران والوجهات
| شركـات طيـران        | الوجهات             |
| -------------------- | ------------------- |
| شركة فولوغدا للطيران | مطار فنوكوفو الدولي |

## روابط خارجية
- شركة فولوغدا للطيران
- شركة فولوغدا للطيران باللغة الروسية